# 10793 Quito
10793 Quito (1992 CU2) là một tiểu hành tinh vành đai chính được phát hiện ngày 2 tháng 2 năm 1992 bởi E. W. Elst ở Đài thiên văn Nam Âu. Nó được đặt theo tên thành phố Quito, the capital city thuộc Ecuador.